# سیارک ۴۷۵۲
سیارک ۴۷۵۲ (به انگلیسی: 4752 Myron، نامگذاری:1309T-2) چهار هزار و هفتصد و پنجاه و دومین سیارک کشف شده‌است که در ۲۹ سپتامبر ۱۹۷۳ کشف شد.
قدر مطلق سیارک برابر ۱۲٫۲۰ است.